# Homonnay Zsolt
Homonnay Zsolt (Kaposvár, 1971. február 28. –) Jászai Mari-díjas magyar színész, énekes, dalszövegíró.

## Életpályája
1989-ben érettségizett a zalaegerszegi Ságvári Endre (ma Kölcsey Ferenc) Gimnáziumban. 1990 és 1993 között a Hevesi Sándor Színház stúdiósa volt.
1993-ban felvették a Színház- és Filmművészeti Főiskola operett-musical szakára. Szinetár Miklós osztályába járt, 1997-ben végzett. Ebben az évben epizódszerepet játszott a Csinibaba című játékfilmben.
Főiskolás évei alatt is játszott. Több musical- és operettszerepet eljátszott. 2000-ben megkapta az Év Bonvivánja kitüntetést a Budapesti Tavaszi Fesztiválon.
Ugyancsak 2000-ben szerződtették Berlinbe, a A Notre Dame-i toronyőr című musicalben Quasimodót és Phoebust alakította.
2002-ben tért haza. Itthon számos musicalben és operettben játszott Budapesten és vidéken egyaránt.
2005-ben alapította Balczó Péterrel és Nagy Sándorral együtt az Adagio énekegyüttest. Négy nagy lemezük és egy DVD koncert felvételük jelent meg; mindegyik platinalemez lett. Emellett minden lemez többszörös aranylemez is.
Volt feleségével, Polyák Lillával eddig két duett albumot jelentettek meg; a Ketten és a Két szív is aranylemez lett.
A Budapesti Operettszínház társulatával Németországban turnézik 2010 óta. A Szépség és a Szörnyeteg című musicalt adják elő. Magyarországon is játszik az Operettszínház darabjaiban.
2012-ben megkapta Az Év Musical színésze címet.
Zenei érzékenységét a dalszövegírásban és- fordításban is hasznosítja. Több magyar slágert jegyez szövegíróként, valamint számos népszerű külföldi dal szövegének fordítója. Polyák Lillával két közös lemezük is megjelent, 2009-ben a Ketten és 2010-ben a Két szív címmel.
2020-ban a Marosvásárhelyi Művészeti Egyetemen színházrendező szakán diplomázott. 2021-től a Színház- és Filmművészeti Egyetem tanára. 2024-től a Budapesti Operettszínház művészeti vezetője.

## Magánélete
Feleségével, Polyák Lilla színésznővel 2016-ig házasok, kettő gyermekük van. 2016-ban elváltak.

## Díjai
- Budapesti Tavaszi Fesztivál: az Év Bonvivánja díj (2000)
- Az Év Musical színésze (2012)
- Honthy-díj (2018)
- Jászai Mari-díj (2021)[5]

## Színházi szerepei
| Darab                                                              | Szerep                           | Színház                             | Premier |
| ------------------------------------------------------------------ | -------------------------------- | ----------------------------------- | ------- |
| Szabadság, szerelem                                                |                                  | Budapesti Operettszínház            | 2022    |
| Jekyll és Hyde                                                     | Jekyll és Hyde                   | Budapesti Operettszínház            | 2022    |
| Hegedűs a háztetőn                                                 | Tevje                            | Budapesti Operettszínház            | 2021    |
| A mosoly országa                                                   | Szu-Csong herceg                 | Budapesti Operettszínház            | 2021    |
| Nine                                                               | Guido Contini                    | Budapesti Operettszínház            | 2021    |
| Marica grófnő                                                      | Tasziló gróf                     | Budapesti Operettszínház            | 2020    |
| La Mancha lovagja                                                  | Don Quijote / Cervantes          | Budapesti Operettszínház            | 2020    |
| Gutenberg!                                                         | Bud Davenport                    | Karinthy Színház                    | 2020    |
| Csárdáskirálynő                                                    | Edwin Ronald                     | Budapesti Operettszínház            | 2019    |
| Párizsi randevú                                                    | Jigger Craigin                   | Budapesti Operettszínház            | 2019    |
| Carousel – Liliom                                                  | Közreműködő                      | Budapesti Operettszínház            | 2019    |
| Párizsi randevú                                                    | Közreműködő                      | Budapesti Operettszínház            | 2019    |
| István a király                                                    | Asztrik                          | Budapesti Operettszínház            | 2018    |
| Lord Henry Wotton                                                  | Lord Henry Wotton                | Budapesti Operettszínház            | 2018    |
| A Macskadémon                                                      | Macskadémon                      | Budapesti Operettszínház            | 2018    |
| A víg özvegy                                                       | Gr. Daniló Danilovics            | Budapesti Operettszínház            | 2017    |
| A Notre Dame-i toronyőr                                            | Clopin Trouillefou               | Budapesti Operettszínház            | 2017    |
| A chicagói hercegnő                                                | Borisz                           | Budapesti Operettszínház            | 2016    |
| Marie Antoinette                                                   | Orleans-i Lajos Fülöp            | Budapesti Operettszínház            | 2014    |
| Én és a kisöcsém                                                   | Dr. Sas                          | Budapesti Operettszínház            | 2015    |
| A denevér                                                          | Eisenstein                       | Budapesti Operettszínház            | 2014    |
| Háry János                                                         | Háry János                       | Szegedi Szabadtéri Játékok          | 2014    |
| Mária Evangéliuma                                                  | Jézus                            | Máriaremete                         | 2014    |
| Lehár Ferenc: A víg özvegy                                         | Daniló Danilovics gróf           | Csokonai Színház                    | 2013    |
| Lévay Szilveszter – Michael Kunze: Marie Antoinette                | Orleans-i Lajos Fülöp            | Budapesti Operettszínház            | 2016    |
| Kálmán Imre: A chicagói hercegnő                                   | Borisz                           | Budapesti Operettszínház            | 2016    |
| Eisemann Mihály – Szilágyi László: Én és a kisöcsém                | Dr. Sas                          | Budapesti Operettszínház            | 2016    |
| ifj. Johann Strauss: A denevér                                     | Eisenstein                       | Budapesti Operettszínház            | 2016    |
| Ábrahám Pál: Viktória                                              | Koltay István, huszárkapitány    | Budapesti Operettszínház            | 2016    |
| Bársony-Lőrinczyː Amerikai komédia                                 | Frank Anderson                   | Budapesti Operettszínház            | 2015    |
| Lévay Szilveszter-Michael Kuncze: Elisabeth                        | A Halál                          | Budapesti Operettszínház            | 1996    |
| Lévay Szilveszter-Michael Kuncze: Rebecca-A Manderley-ház asszonya | Maxim de Winter                  | Budapesti Operettszínház            | 2010    |
| Dubrovayː A váltságdíj                                             | Közoktatási Miniszter            | Budapesti Operettszínház            | 2016    |
| Victor Hugo: Nyomorultak                                           | Jean Valjean                     | Miskolci Nemzeti Színház            | 2012    |
| Szörényi Levente-Bródy János: Veled, Uram!                         | Orseolo Péter                    | Thália Színház                      | 2012    |
| ifj. Johann Strauss: Egy éj Velencében                             | Caramello                        | Budapesti Operettszínház            | 2011    |
| Operett! Ez Hungaricum!                                            | narrátor, nagy operett szerzők   | Budapesti Operettszínház            | 2016    |
| A bajadér                                                          | Radjami, indiai herceg           | Budapesti Operettszínház            | 2009    |
| Shakespeare: Szentivánéji álom                                     | Oberon                           | Budapesti Operettszínház            | 2008    |
| Szabó Magda: Abigél                                                | Kalmár Péter, osztályfőnök       | Budapesti Operettszínház            | 2008    |
| Rudolf                                                             | Taaffe gróf, miniszterelnök      | Budapesti Operettszínház            | 2006    |
| Csókos asszony                                                     | Dorozsmay Pista                  | Thália Színház                      | 2006    |
| Alan Menken: A Szépség és a Szörnyeteg                             | Szörnyeteg                       | Budapesti Operettszínház            | 2005    |
| Andrew Lloyd Webber: Az Operaház fantomja                          | Raoul, Vicomte de Chagny         | Madách Színház                      | 2005    |
| Andrew Lloyd Webber: Jézus Krisztus szupersztár                    | Jézus                            | Pécsi Nemzeti Színház               | 2000    |
| Andrew Lloyd Webber: Jézus Krisztus szupersztár                    | Júdás                            | Budapesti Operettszínház            | 2010    |
| Rómeó és Júlia                                                     | Paris                            | Budapesti Operettszínház            | 2008    |
| Claude-Michel Schönberg: Miss Saigon                               | Professzor, Thuy                 | Szegedi Szabadtéri Játékok, Dóm tér | 2011    |
| Kodályː Háry János                                                 | Háry János                       | Szegedi Szabadtéri Játékok, Dóm tér | 2016    |
| Ludovic Halévy – Henri Meilhac: Párizsi élet                       | Gardfeu, párizsi aranyifjú       | Budapesti Operettszínház            | 2007    |
| Leonard Bernstein-Stephen Sondheim: West Side Story                | Tony                             | Szolnoki Szigligeti Színház         | 2016    |
| Kocsák Tibor-Miklós Tibor: Légy jó mindhalálig                     | Török János                      | József Attila Színház               | 2016    |
| Kocsák Tibor-Miklós Tibor: Légy jó mindhalálig                     | Török János                      | Móricz Zsigmond Színház             | 2010    |
| Kocsák Tibor-Miklós Tibor: Anna Karenina                           | Sztyíva                          | Madách Színház                      | 2002    |
| Várkonyi-Braunke: Dorian Gray                                      | Dorian Gray                      | Madách Színház                      | 2000    |
| Ábrahám Pál: Bál a Savoyban                                        | Arisztid                         | Budapesti Operettszínház            | 2010    |
| Victor Hugo: Nyomorultak                                           | Enjolras                         | Madách Színház                      | 2016    |
| Mikszáth Kálmán: Beszterce ostroma                                 | Tarnóczi Laci                    | Madách Színház                      | 1999    |
| Kálmán Imre: A cirkuszhercegnő                                     | Mister X.                        | Pécsi Nemzeti Színház               | 2000    |
| Huszka Jenő: Gül Baba                                              | Gábor diák                       | Győri Nemzeti Színház               | 2000    |
| Huszka – Martosː Lili bárónő                                       | Illésházy László gróf            | Miskolci Nemzeti Színház            | 2013    |
| Kálmán Imre: Marica grófnő                                         | Erdődi Török Péter               | Győri Nemzeti Színház               | 2008    |
| Lehárː Cigányszerelem                                              | Józsi, a cigányprímás            | Budapesti Operettszínház            | 2011    |
| Terence McNally: Mesterkurzus                                      | Anthony Candeno, tenor           | Pesti Színház                       | 1996    |
| Leonard Bernstein: Mise                                            |                                  | Művészetek Palotája                 | 2016    |
| Koltai János: A primadonna                                         | Aranyos Edvin-Lajos, Stachó Ákos | Madách Színház                      | 2002    |
| Jimmy Roberts: Te édes, de jó vagy, légy más                       |                                  | Madách Színház                      | 2016    |
| Jacobi Viktor: Leányvásár                                          | Tom Miggles                      | Szolnoki Szigligeti Színház         | 2010    |
| Andrew Lloyd Webber: A szerelem arcai                              | Alex                             | Madách Színház                      | 1996    |
| Bródy János-Várkonyi Mátyás: Will Shakespeare, vagy akit akartok   | Lord Seal                        | Madách Színház                      | 2008    |
| Andrew Lloyd Webber: Evita                                         | Che Guevara                      | Miskolci Nemzeti Színház            | 2008    |
| Michael John-LaChiusa: Helló!Igen?                                 | Az író                           | Budapesti Operettszínház            | 2004    |
| Günwald-Brammer: Marica grófnő                                     | Erdődi Török Péter               | Győri Nemzeti Színház               | 2016    |
| Lehár Ferenc: A víg özvegy                                         | gróf Danilovics Daniló           | Csiky Gergely Színház, Kaposvár     | 2010    |
| Presser Gábor-Sztevanovity Dusán: A padlás                         | Rádiós                           | Hevesi Sándor Színház, Zalaegerszeg | 1995    |
| Hervé-Meilhac-Millaud: Nebáncsvirág ( Mam'zelle Nitouche)          | Champlatreux                     | József Attila Színház               | 2003    |
| Bertolt Brecht: Koldusopera                                        | Bicska Maxi                      | Ódry Színpad                        | 2008    |

## Filmjei
- Sztárban sztár (2016)
- Kétszív – Polyák Lilla és Homonnay Zsolt koncertje
- Érintés – Az Adagio együttes koncertje (közreműködő)
- Musical slágerek (szereplő)
- Rómeó és Júlia – musical (2005)
- Csináljuk a Fesztivált! (szereplő)
- ...meseautóban (közreműködő)